# Prosztije dvizsenyija
A videó elég ellentmondásos, egy kisgyerekkel kezdődik aki egy hintát tologat előre-hátra. A kamera utána Julijára vált, aki maszturbál. A videó utána Lenára vált, aki egy kávéházban kávézik. Az a légzés, ami hallható a dalon, szintén Julia maszturbálásának egyik ábrázolása. Magát a videót cenzúrázták orosz televízión. A dalt Ivan Sapovalov írta és a Universal adta ki.